# Marid
Marid - demon z mitologii arabskiej, potężny i okrutny, utożsamiany był z żywiołem wody. Maridem nazywano także potężnego Ifrita czającego się na drogach. Został zaadaptowany do światów fantasy np. w grze fabularnej Dungeons & Dragons, Prince of Persia The Forgotten Sands oraz w grach MMORPG: Tibii i Margonem.